# Edgardo Andrada
Edgardo Norberto Andrada (ur. 11 listopada 1939 w Rosario, zm. 4 września 2019) – argentyński piłkarz grający podczas kariery na pozycji bramkarza.

## Kariera klubowa
Edgardo Andrada rozpoczął karierę w klubie Rosario Central w 1959. W lidze argentyńskiej zadebiutował 15 maja 1960 w wygranym 2-0 meczu z Racingiem. W Rosario występował przez 10 lat do 8 maja 1969, kiedy to przeszedł do brazylijskiego CR Vasco da Gama. 19 listopada 1969 Pelé strzelił Andradzie swojego tysięcznego gola w swojej karierze. W 1970 zdobył z Vasco mistrzostwo stanu Rio de Janeiro – Campeonato Carioca. W lidze brazylijskiej zadebiutował 7 sierpnia 1971 w zremisowanym 0-0 meczu z Cearą Fortaleza.
W 1974 odniósł największy sukces w swojej karierze zdobywając mistrzostwo Brazylii. W 1976 przeszedł do Vitórii Salvador. W barwach Vitórii rozegrał swój ostatni mecz w lidze brazylijskiej 24 października 1976 w przegranym 0-2 meczu z SE Palmeiras. Ogółem w latach 1971–1976 wystąpił w lidze w 137 meczach. W 1977 powrócił do Argentyny, gdzie został zawodnikiem Colónu Santa Fe, w którym 1979 zakończył piłkarską karierę. Na boisko powrócił w 1982 w barwach beniaminka ligi argentyńskiej Renato Cesarini Rosario, w którym w tym samym roku ostatecznie zakończył piłkarską karierę. Ogółem w latach 1960–1982 rozegrał w lidze argentyńskiej 421 meczów.
| Sezon | Klub                    | Kraj      | Rozgrywki             | Mecze | Bramki |
| ----- | ----------------------- | --------- | --------------------- | ----- | ------ |
| 1960  | Rosario Central         | Argentyna | Primera División      | 25    | 0      |
| 1961  | Rosario Central         | Argentyna | Primera División      | 30    | 0      |
| 1962  | Rosario Central         | Argentyna | Primera División      | 38    | 0      |
| 1963  | Rosario Central         | Argentyna | Primera División      | 26    | 0      |
| 1964  | Rosario Central         | Argentyna | Primera División      | 30    | 0      |
| 1965  | Rosario Central         | Argentyna | Primera División      | 34    | 0      |
| 1966  | Rosario Central         | Argentyna | Primera División      | 23    | 0      |
| 1967  | Rosario Central         | Argentyna | Primera División      | 37    | 0      |
| 1968  | Rosario Central         | Argentyna | Primera División      | 37    | 0      |
| 1969  | Rosario Central         | Argentyna | Primera División      | 13    | 0      |
| 1969  | CR Vasco da Gama        | Brazylia  | Torneio Gomes Pedrosa | ?     | 0      |
| 1970  | CR Vasco da Gama        | Brazylia  | Torneio Gomes Pedrosa | ?     | 0      |
| 1971  | CR Vasco da Gama        | Brazylia  | Série A               | 25    | 0      |
| 1972  | CR Vasco da Gama        | Brazylia  | Serie A               | 27    | 0      |
| 1973  | CR Vasco da Gama        | Brazylia  | Série A               | 36    | 0      |
| 1974  | CR Vasco da Gama        | Brazylia  | Serie A               | 27    | 0      |
| 1975  | CR Vasco da Gama        | Brazylia  | Série A               | 9     | 0      |
| 1976  | Vitória Salvador        | Brazylia  | Serie A               | 13    | 0      |
| 1977  | CA Colón                | Argentyna | Primera División      | 37    | 0      |
| 1978  | CA Colón                | Argentyna | Primera División      | ?     | 0      |
| 1979  | CA Colón                | Argentyna | Primera División      | ?     | 0      |
| 1982  | Renato Cesarini Rosario | Argentyna | Primera División      | 16    | 0      |

## Kariera reprezentacyjna
W reprezentacji Argentyny Andrada zadebiutował 12 października 1961 w wygranym 5-1 towarzyskim meczu z Paragwajem. W 1963 uczestniczył w Mistrzostwach Ameryki Południowej. Na turnieju w Boliwii Argentyna zajęła trzecie miejsce. Na turnieju wystąpił we wszystkich sześciu meczach z Kolumbią, Peru, Ekwadorem, Brazylią, Boliwią i Paragwajem. Ostatnim raz w reprezentacji wystąpił 4 kwietnia 1969 w zremisowanym 0-0 towarzyskim meczu z Paragwajem. 
Ogółem w barwach albicelestes wystąpił w 20 meczach.
| Mecze i gole w reprezentacji | Mecze i gole w reprezentacji | Mecze i gole w reprezentacji | Mecze i gole w reprezentacji | Mecze i gole w reprezentacji | Mecze i gole w reprezentacji | Mecze i gole w reprezentacji |
| #                            | Data                         | Miasto                       | Przeciwnik                   | Gol                          | Wynik                        | Rozgrywki                    |
| ---------------------------- | ---------------------------- | ---------------------------- | ---------------------------- | ---------------------------- | ---------------------------- | ---------------------------- |
| 1.                           | 12.10.1961                   | Avellaneda                   | Paragwaj                     |                              | 5:1                          | towarzyski                   |
| 2.                           | 07.11.1962                   | Santiago                     | Chile                        |                              | 1:1                          | Copa Carlos Dittborn         |
| 3.                           | 21.12.1962                   | Buenos Aires                 | Chile                        |                              | 1:0                          | Copa Carlos Dittborn         |
| 4.                           | 10.03.1963                   | Cochabamba                   | Kolumbia                     |                              | 4:2                          | Copa América                 |
| 5.                           | 13.03.1963                   | Cochabamba                   | Peru                         |                              | 1:2                          | Copa América                 |
| 6.                           | 20.03.1963                   | Cochabamba                   | Ekwador                      |                              | 4:2                          | Copa América                 |
| 7.                           | 24.03.1963                   | La Paz                       | Brazylia                     |                              | 3:0                          | Copa América                 |
| 8.                           | 28.03.1963                   | La Paz                       | Boliwia                      |                              | 2:3                          | Copa América                 |
| 9.                           | 31.03.1963                   | La Paz                       | Paragwaj                     |                              | 1:1                          | Copa América                 |
| 10.                          | 13.04.1963                   | São Paulo                    | Brazylia                     |                              | 3:2                          | Copa Julio Roca              |
| 11.                          | 16.04.1963                   | Rio de Janeiro               | Brazylia                     |                              | 2:5                          | Copa Julio Roca              |
| 12.                          | 29.10.1963                   | Buenos Aires                 | Paragwaj                     |                              | 2:3                          | Copa Rosa Chevallier         |
| 13.                          | 29.08.1968                   | Lima                         | Peru                         |                              | 2:2                          | towarzyski                   |
| 14.                          | 01.09.1968                   | Lima                         | Peru                         |                              | 1:1                          | towarzyski                   |
| 15.                          | 27.11.1968                   | Buenos Aires                 | Chile                        |                              | 4:1                          | Copa Carlos Dittborn         |
| 16.                          | 04.12.1968                   | Santiago                     | Chile                        |                              | 1:2                          | Copa Carlos Dittborn         |
| 17.                          | 19.12.1968                   | Mar del Plata                | Polska                       |                              | 1:0                          | towarzyski                   |
| 18.                          | 22.12.1968                   | Mar del Plata                | Jugosławia                   |                              | 1:1                          | towarzyski                   |
| 19.                          | 19.03.1969                   | Rosario                      | Paragwaj                     |                              | 1:1                          | towarzyski                   |
| 20.                          | 04.04.1969                   | Asunción                     | Paragwaj                     |                              | 0:0                          | towarzyski                   |